# Kapljica (pravljica)
Kapljica je pravljica, katere avtorica je Jana Stržinar

## O pravljici Kapljica:
Pravljica Kapljica ima 4 nadaljevanja in sicer Zimsko zgodbo, Kapljica na obisku pri povodnem možu, Kapljica v pomladi (Pozdrav pomladi) in Modro pravljico o mavrici in Modrem svetu. V Zimski zgodbi spoznava lepote zime in jeseni in se uči pri škratih ... V Modri pravljici se Kapljica uči razlikovati lepe misli od slabih in prijazni čarovnici Modri pomaga izpolnjevati lepe želje. Tretja pravljica Kapljica na obisku pripoveduje, kako je povodni mož Voltek, ki čuva svoj čisti ribnik, prestrašil potepuško morsko Kapljico, prepričan, da hoče v njegov ribnik vreči smeti ... Najpogosteje ga obišče jeseni. V pravljici Kapljica v pomladi, sreča metulja in spoznava pomladne rožice …

## Analiza pravljice:
Pravljica govori o kapljici, katera odide od doma, saj želi doživeti nove dogodivščine in spoznati nove prijatelje. Na svoji poti se sooči s številnimi ovirami, preko katerih spozna, kako zelo pogreša svoj dom – morje in svojo mati Morjanko. Da se Kapljica lahko sooči s temi ovirami ji pri tem pomagajo na novo pridobljeni prijatelji.
V pravljici zasledimo naslednje motive: radovednosti, nevednosti, ljubezni in zaljubljenosti, užaljenosti, beg od doma in domotožje, prijateljstva in žalosti.
Motiv radovednosti: Ko Kapljica odide od doma iz same radovednosti, kako izgleda preostali svet, saj je do zdaj videla samo morje.

Motiv nevednosti: Ko Kapljica potuje po svetu in ne ve ničesar o kopnem, ne pozna snega in prvič zagleda snežinke, spoznava rože, ki rastejo na travniku.

Motiv ljubezni in zaljubljenosti: V pravljici zasledimo dve vrsti ljubezni: materinsko ljubezen – Morjanka : Kapljica Zeleni Zmaj :  njegov sin Zmajček Njomko in ljubezen med Metuljem in Marjetko, kjer gre bolj za zaljubljenost.

Motiv užaljenosti: Zasledimo ga pri Zimi in Metulju, ko Kapljica s svojo nevednostjo nehote užali Zimo in Metulja.

Motiv beg od doma in domotožje: Ko Kapljica pobegne od doma in na sredi svoje poti ugotovi, da ne more preživeti proč morja in mame Morjanke.

Motiv prijateljstva: Zasledimo ga v večjem delu pravljice. Kapljica na svoji poti spozna veliko novih prijateljev: Zasledimo ga v večjem delu pravljice. Kapljica na svoji poti spozna veliko novih prijateljev: Zimo, Metulja, Palčka Prismuka, škrata Hudokrita, Zelenega Zmaja in njegovega sinčka in prijazno čarovnico Brino.

Motiv žalosti: TTa motiv se pojavi, ko Kapljica spozna kako želo pogreša svoj dom, in ugotavlja, da ne bi smela odidi od doma, saj morska kapljica ne more peživeti na kopnem.

Glavna tema pravljice je prijateljstvo in kako pomembno je, da imamo prijatelje, saj nam lahko pomagajo, ko smo v težavah.
- Citati, ki povzamejo bistvo pravljice:

»V najhujši zimi ni zmrznila, v najhujši poletni vročini se ni posušila.«

»Moja mamica Morjanka pravi, da če imaš nekoga rad ga moraš čisto preprosti objeti. Objemi jo, Metuljček.«

## Interpretacija pravljice:
Pravljico lahko interpretiramo na različne načine. Pravljica govori o brezmejni materinski ljubezni, ko Morjanka sprejme svojo hčer Kapljico nazaj domov neozirajoč se na hčerin pobeg od doma.
Pravljica govori tudi o tem, kako pomembno je prijateljstvo, saj bi se brez njih Kapljica posušila in ne bi nikoli več videla svoje mame Morjanke.

## O mavričnem gledališču:
Mavrično gledališče je potujoča pravljična dežela in se lahko uresniči kjerkoli. Vsak prostor je kot »belo platno« - scenografija se prilagodi vsakemu prostoru posebej in izvajanje vsebin različnim starostnim skupinam. V predstave so z aktivnim sodelovanjem vključeni tudi otroci, ki se tudi odzivajo vedno malo drugačne, zato so predstave enkratne in razen osnovne vsebine, neponovljive.  

## Kapljica, kot gledališka igra:
Avtorica pravljice, lutk in scenografije ter izvajalka je Jana Stržinar.
Avtor glasbe je Lado Jakša.
Kapljica je nastala že na začetku ustvarjalne poti najprej kot predstava o letnih časih. Zima, pomlad in jesen pa imajo toliko razkošja, da je vsak letni čas, z Kapljico v glavni vlogi, dobil svojo predstavo. Kapljica še vedno pogosto nastopa, največkrta za predšolske otroke. Ob vsakem obisku se vedno posebej prilagodi starosti in okolju v katerem se znajde.
Leta 1989 je pravljica izšla v knjigi.